# Avería
La avería, o derecho de avería, era un impuesto sobre el comercio colonial de los siglos XVI y XVII en España; se imponía sobre los mercaderes o las mercancías. Asimismo, incluía a los pasajeros que pasaban a Indias.
Los ingresos servían para financiar las armadas que protegían a las flotas comerciales que cubrían el circuito entre Indias y la metrópoli, expuestas con bastante frecuencia a los ataques de piratas y bucaneros o a las potencias extranjeras en guerra con España. 
Se comenzó cobrando el 2,5% sobre el valor de las mercancías, aunque el porcentaje no dejaría de crecer desde 1587, con el aumento de las amenazas de los piratas ingleses; en ocasiones se llegó al 30%. 
El impuesto dejó de cobrarse en 1660 ante el fraude generalizado y el contrabando, que atentaban contra su buena gestión, dado que al final lo que se pagaba era una cantidad general en función de la carga estimada en concepto de amnistía y no un porcentaje sobre el valor real de las importaciones.